# Postalesio
Postalesio (lombardul: Pustales) település Olaszországban, Sondrio megyében. Lakosainak száma 665 fő (2023. január 1.). Postalesio Berbenno di Valtellina, Caiolo, Castione Andevenno, Cedrasco, Fusine és Torre di Santa Maria községekkel határos.

## Népesség
A település népességének változása:
| Lakosok száma | 662  | 666  | 665  |
|               | 2017 | 2018 | 2023 |